# Roger Clément
 (juin 2024).
Roger Clément, né à Vesoul en Haute-Saône le 23 octobre 1905 et mort à Cenans dans le même département le 5 septembre 1944, est un résistant français.

## Biographie
Roger Clément naît rue du Tir prolongée à Vesoul.

Contremaître de métier, il combat au sein de Défense de la France et des Forces françaises de l'intérieur. Le 5 septembre 1944, Roger Clément est tué après être tombé dans une embuscade, en compagnie de Jean Hollinger. Son cadavre n'est découvert que le 18 septembre 1944 dans un champ.